# Nikólaos Kalogerópoulos
Pour les articles homonymes, voir Kalogeropoulos.
Nikólaos Kalogerópoulos (en grec moderne : Νικόλαος Καλογερόπουλος) est un homme politique grec, né en 1851 à Chalkis sur l'île d'Eubée et mort en 1927.
Il étudie le droit à Athènes et Paris, puis est nommé plusieurs fois ministres dans différents gouvernements. 
Il est brièvement nommé Premier ministre à deux reprises en 1916 et en 1921. Le 21 février 1921, il conduit la délégation grecque à la Conférence interalliée des Premiers ministres qui se tient à Londres.
Il est membre de la Franc-Maçonnerie et le site web de la Grande Loge de Grèce le donne comme membre de la loge "Pythagore".  

## Note
1. ↑  Evstathiou Diakopoulou, O Tektonismos stin Ellada (La Franc-Maçonnerie en Grèce), Ionios Philosophiki, Corfou, 2009, p. 297.
2. ↑  (el) « Καλογερόπουλος Νικόλαος », sur www.grandlodge.gr (consulté le 22 mai 2019).